# Laconi
Laconi é uma comuna italiana da região da Sardenha, província de Oristano, com cerca de 2.302 habitantes. Estende-se por uma área de 125 km², tendo uma densidade populacional de 18 hab/km². Faz fronteira com Aritzo, Asuni, Gadoni, Genoni, Isili (CA), Meana Sardo, Nuragus, Nurallao, Nureci, Samugheo, Senis, Villanova Tulo.